# Vlad Chiricheș
Vlad Iulian Chiricheș [ˈkirikeʃ] (* 14. November 1989 in Bacău) ist ein rumänischer Fußballspieler. Der Innenverteidiger steht seit der Saison 2023/24 beim FCSB Bukarest in der Liga 1 unter Vertrag. 2013 wurde er Rumäniens Fußballer des Jahres.

## Karriere
Im Alter von 17 Jahren wechselte Chiricheș nach Portugal in die Jugend von Benfica Lissabon. Nach einem Jahr kehrte er nach Rumänien zurück und schloss sich Internațional Curtea de Argeș in der Liga 2 an. Im Jahr 2009 stieg er mit seiner Mannschaft in die Liga 1, die höchste rumänische Spielklasse, auf. Dort kam er in 15 Spielen zum Einsatz und schaffte den Klassenerhalt.
Da Chiricheș Internațional für die Saison 2010/11 keine Zulassung erhielt, verließ er den Verein und wechselte zum Ligakonkurrenten Pandurii Târgu Jiu. Dort konnte er sich als Stammspieler etablieren. Im Januar 2012 zog es ihn zu Rekordmeister Steaua Bukarest. Dort gewann er mit der Meisterschaft 2013 seinen ersten Titel.
Am 30. August 2013 wechselte Chiricheș in die Premier League zu Tottenham Hotspur. Am 4. Dezember 2013 erzielte Chiriches auch sein erstes Tor für Tottenham im Derby gegen den FC Fulham.
Zur Saison 2015/16 wechselte Chiricheș in die Serie A zum SSC Neapel.

### Nationalmannschaft
Im August 2011 berief Nationaltrainer Victor Pițurcă Chiricheș in sein Aufgebot für ein Freundschaftsspiel gegen San Marino und nominierte ihn für die Startaufstellung. Seitdem gehört er beständig dem Kader als Stammspieler an.
Auch bei der Fußball-Europameisterschaft 2016 in Frankreich wurde er in das rumänische Aufgebot aufgenommen. Als Mannschaftskapitän führte er das Nationalteam in das EM-Eröffnungsspiel gegen Frankreich. Dort erhielt er in der 32. Spielminute die erste gelbe Karte der EM. Auch in den Spielen gegen die Schweiz und Albanien stand er über die volle Spielzeit auf dem Platz. Nach der Gruppenphase schied das Team aus.

## Erfolge
Internațional Curtea de Argeș
- Aufstieg in die Liga 1: 2008/09

FCSB Bukarest
- Rumänischer Meister (3): 2013, 2014, 2023/24
- Rumänischer Supercup-Sieger (2): 2013, 2024

Tottenham Hotspur
- League-Cup-Finalist: 2014/15

SSC Neapel
- Italienischer Vizemeister (2): 2015/16, 2017/18

Persönlich
- Rumänischer Fußballer des Jahres: 2013